# 江崎一雄
江崎 一雄（えざき かずお、1987年7月23日-）は、福岡県福岡市西区出身の元ボートレーサー。登録第4657号。
麻生建築&デザイン専門学校中途退学。同期には小野達哉らがいる。

## 来歴
- 2011年5月9日から若松競艇場で開催された 一般戦「第39回しぶき杯争奪戦」でデビュー。（2着）翌日、水神祭を飾る。さらにデビュー節ながら初優出（3号艇、転覆）。これは深井利寿以来の快挙。
- 2013年9月18日からボートレース桐生で開催された G1「第28回新鋭王座決定戦」でG1初出場（4号艇6コース、2着）。
- 2014年10月23日からボートレース若松で開催された 一般戦「BOATBoy CUP」で初優勝（4号艇3コース。決まり手はまくり差し）。
- 2015年5月26日からボートレース大村で開催された SG第42回ボートレースオールスターでSG初出場（4号艇4コース、6着）。5日目にイン逃げを決め、SG初勝利を飾る。

## 人物・エピソード
- ニックネームは苗字と江崎グリコに引っ掛けて「グリコ」と呼ばれている[2]。
- 競艇選手を目指したきっかけは「福岡競艇場で見た岡崎恭裕の全速ターンを見て身震いした」こと。
- やまと学校時代はリーグ戦勝率が8.64。選手養成員リーグ戦成績が10戦して7回の優勝であった。この優勝回数はこれまでの瓜生正義の6回を抜き、やまと学校史上最高記録となった。このように実力が極めて高かったため、BOATBoyや競艇マクールの雑誌やマスコミに「数年に1人のスーパールーキー」として取り上げられ、注目されるようになった。
- 卒業時の目標は「デビュー期でA級昇格。植木通彦選手の成績を上回る」ことを目標と語っていた。やまと学校で優秀な成績だったため、デビューからB1級斡旋の指定を受けた。
- 2015年8月、ボートレース三国の一般戦でレース中に落水。後続艇と接触し、両眼球打撲傷と左眼窩底骨折という重傷を負い、長期休養を余儀なくされる[3]。2016年1月22日、ボートレース児島の「ガァ〜コカップ」で復帰。

## 戦績
- 出走回数：2440回
- 1着回数：458回
- 優出回数：27回
- 優勝回数：3回
- SG出走回数：8回
- G1出走回数：36回
- フライング(F)回数：23回
- 出遅れ(L)回数：0回
- 通算勝率：5.39
- 2連対率：36.02
- 3連対率：53.07
- 生涯獲得賞金：178,634,415円